# SC National 1900 Chemnitz
SC National 1900 Chemnitz was een Duitse voetbalclub uit de stad Chemnitz, in de deelstaat Saksen.

## Geschiedenis
De club werd op 1 augustus 1900 opgericht en is na Chemnitzer BC de oudste club van de stad. Thuiswedstrijden werden gespeeld in de Sportgelände an der Annaberger Straße dat tegenwoordig nog door Germania Chemnitz gebruikt wordt.
De club speelde in 1911 voor het eerst in de hoogste klasse van Zuidwest-Saksen en werd laatste. Een jaar later werd de club gedeeld laatste met Reunion 01 Chemnitz. Beide clubs speelden een play-off om het behoud en National verloor en degradeerde. De club keerde pas in 1919 terug naar de hoogste klasse. De competitie van Zuidwest-Saksen werd hervormd tot Kreisliga Mittelsachsen, die een groter gebied besloeg, al betekende dit in de praktijk geen verandering aangezien enkel de clubs uit Chemnitz en Mittweida in de hoogste klasse speelden. De club werd meteen kampioen en plaatste zich zo voor de eindronde van Midden-Duitsland en verloor daar van SV Dresden 06. Tot 1925 eindigde de club steeds in de top vier maar kon de titel niet meer winnen. De volgende jaren werd de club een middenmoter. Enkel in 1929 en 1932 eindigde de club nog op de derde plaats. 
In 1933 werd de competitie geherstructureerd. De Midden-Duitse bond werd ontbonden en de vele competities werden vervangen door de Gauliga Mitte en Gauliga Sachsen. Uit Midden-Saksen plaatsten zich slechts twee clubs waardoor de club nu in de Bezirksklasse Chemnitz ging spelen. De club slaagde er niet meer in te promoveren. 
Na het einde van de Tweede Wereldoorlog werden alle Duitse clubs opgeheven en National werd niet meer heropgericht.